# Citrato de lítio
Citrato de lítio (Li3C6H5O7) é um composto químico de lítio e ânion citrato que é usado como um estabilizador do humor no tratamento psiquiátrico de estados de mania e distúrbio bipolar de modo similar ao carbonato de lítio.
Citrato de lítio é vendido comercialmente com os nomes de Litarex® and Demalit®.
A bebida (refrigerante) 7Up era originalmente chamada "Bib-Label Lithiated Lemon-Lime Soda" (aproximadamente "soda lima-limonada adicionada de lítio") quando foi formulada em 1929 porque continha citrato de lítio. A bebida era apresentada como uma solução médica para a "ressaca" causada pelo consumo de álcool. O citrato de lítio foi retirado de sua formulação em 1950.

## Obtenção
Sendo o citrato de lítio um sal tribásico do ácido cítrico ele é produzido por neutralização total do ácido cítrico com uma fonte de lítio de alta pureza, como o carbonato de lítio.
2 H3C6H5O7 + 3 Li2CO3 → 2 Li3(C3H5O(COO)3) + 3 H2O + 3 CO2↑